# Kohútka
Kohútka (914 m n. m.) je vrchol v Javorníkách ležící v Česku při hranici se Slovenskem. Vrcholové oblasti zejména na moravské straně zabírá rekreační a lyžařské středisko s více chatami.

## Polohopis
Vrchol se nachází v severozápadní části pohoří, na severním okraji geomorfologického podcelku Vysoké Javorníky. Slovenská část na jižním úpatí náleží k obci Lazy pod Makytou v okrese Púchov, severní svahy spadají do katastru Nového Hrozenkova v okrese Vsetín. Přímo pod vrchol vedou přístupové cesty ze slovenské (přes Lazy pod Makytou) i moravské strany (přes Nový Hrozenkov). Jižní svahy odvodňují přítoky Bielej vody, severní svahy odvodňuje potok Vranča, ústící do Vsetínské Bečvy.

## Ochrana přírody
Horský masiv leží v Chráněné krajinné oblasti Kysuce.

## Turismus
Vrcholová část Kohútky s rekreační oblastí patří mezi turisticky nejatraktivnější lokality regionu. Lyžařské středisko a množství ubytovacích kapacit s nabídkou volnočasových a sportovních aktivit sem lákají návštěvníky během celého roku. Přístupnost autem zjednodušuje přístup do střediska jak slovenským, tak českým návštěvníkům a turistům.

### Přístup
Nejjednodušší přístup vede asfaltovou cestou přes osadu Čertov, místní část Lazov pod Makytou, resp. z moravské strany přes Nový Hrozenkov. Vrcholem vede  červeně značená Javornická magistrála (Makyta - Kohútka - Velký Javorník), na kterou se v blízkém okolí připojují:
- žlutá trasa z osady Čertov (Lazy pod Makytou)
- žlutá trasa z obce Nový Hrozenkov
- zelená trasa z osady Čertov přes rozcestí Portáš
- modrá trasa z osady Stolečné (Horná Mariková) přes rozcestí Portáš

Kromě vyznavače pěší turistiky oblast vyhledávají i cykloturisté a v zimním období vede hřebenem pohoří běžkařská stopa, která rozšiřuje možnosti lyžařského střediska.

## Galerie

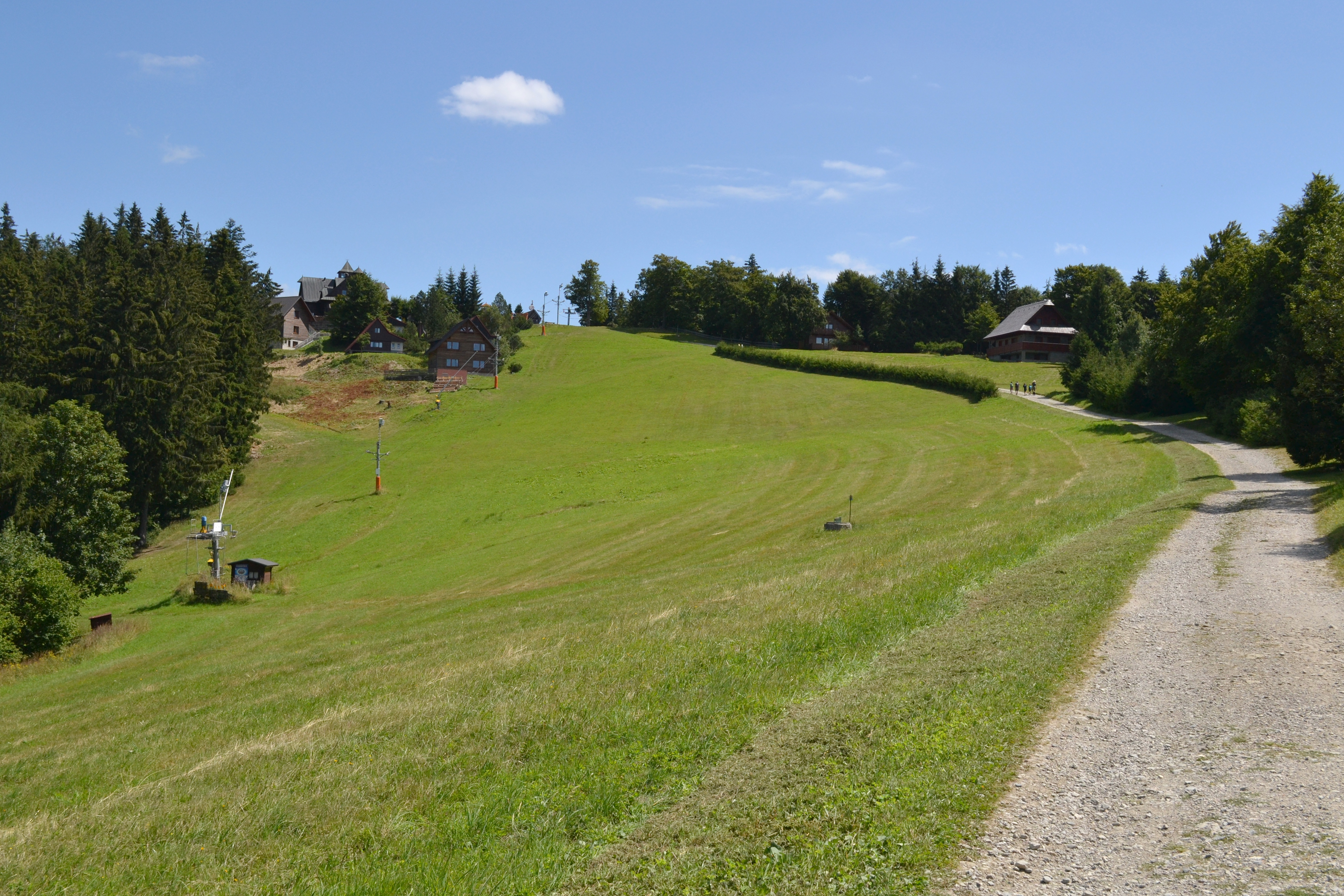
západní svah
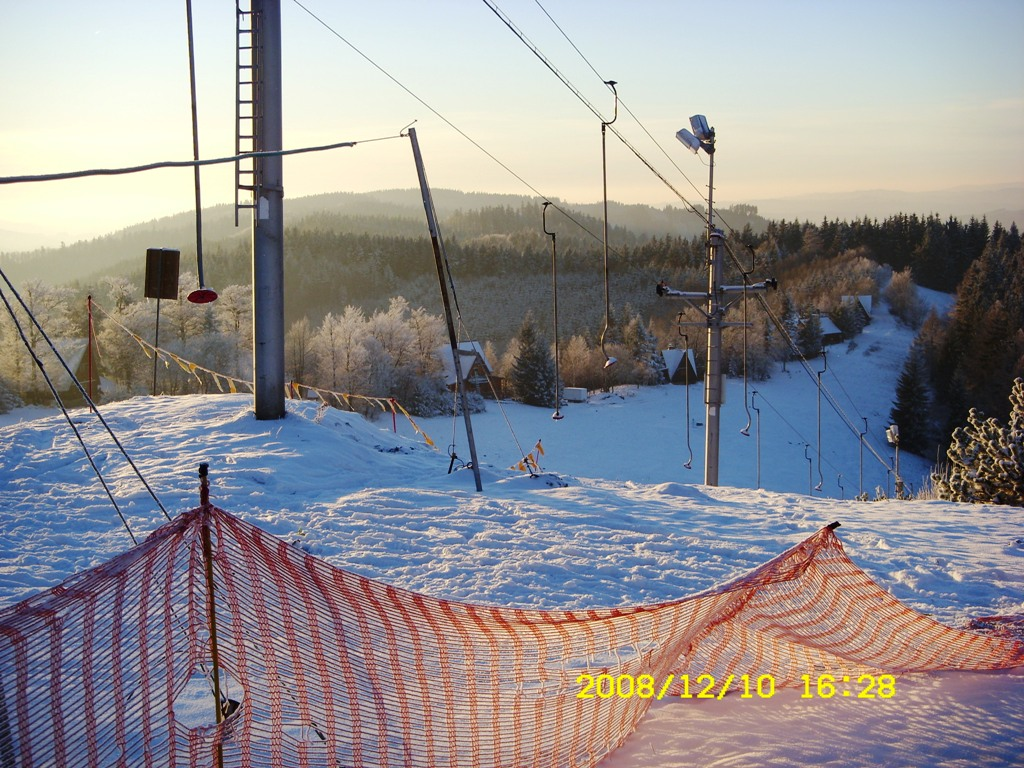
sjezdovka
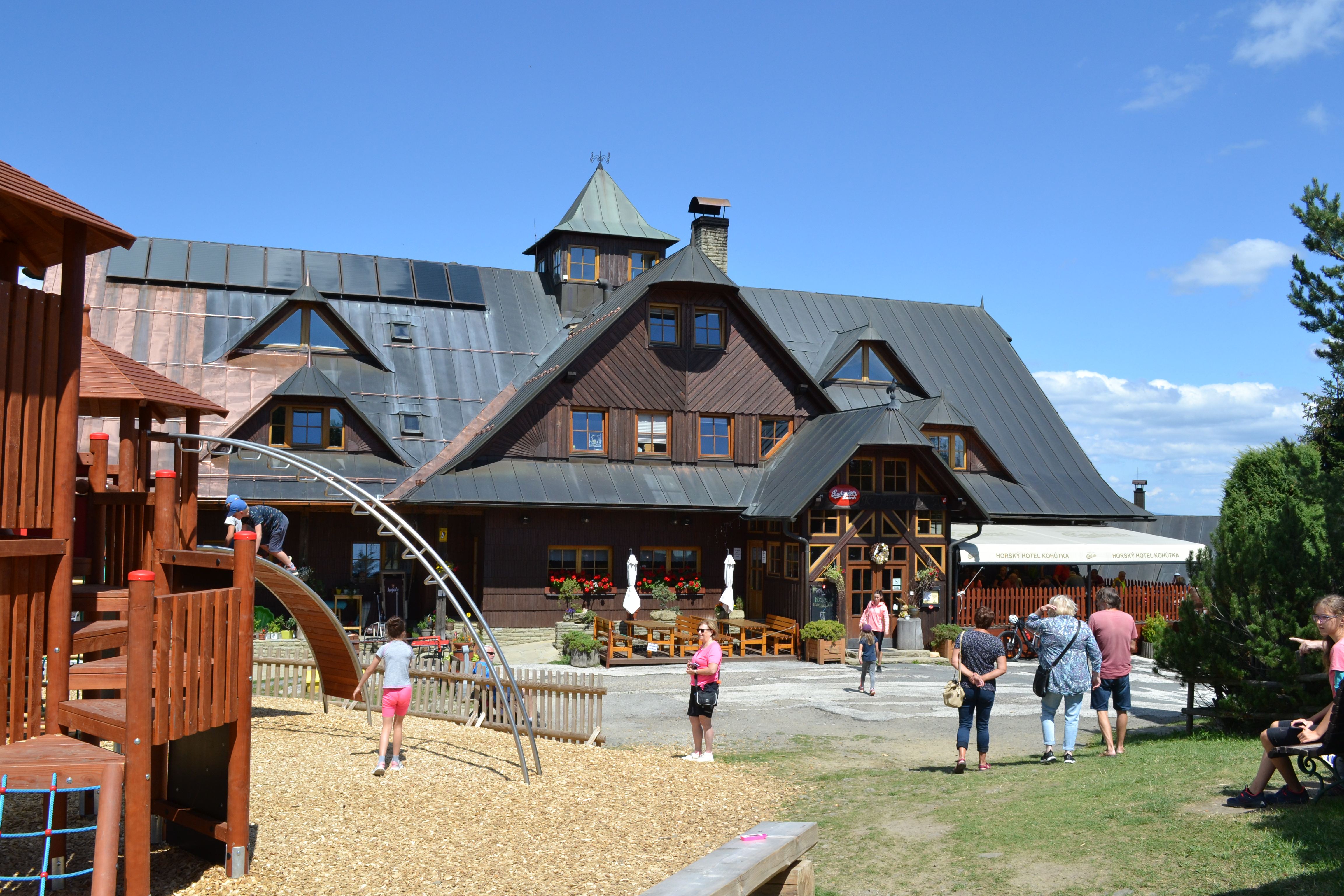
restaurace Kohútka
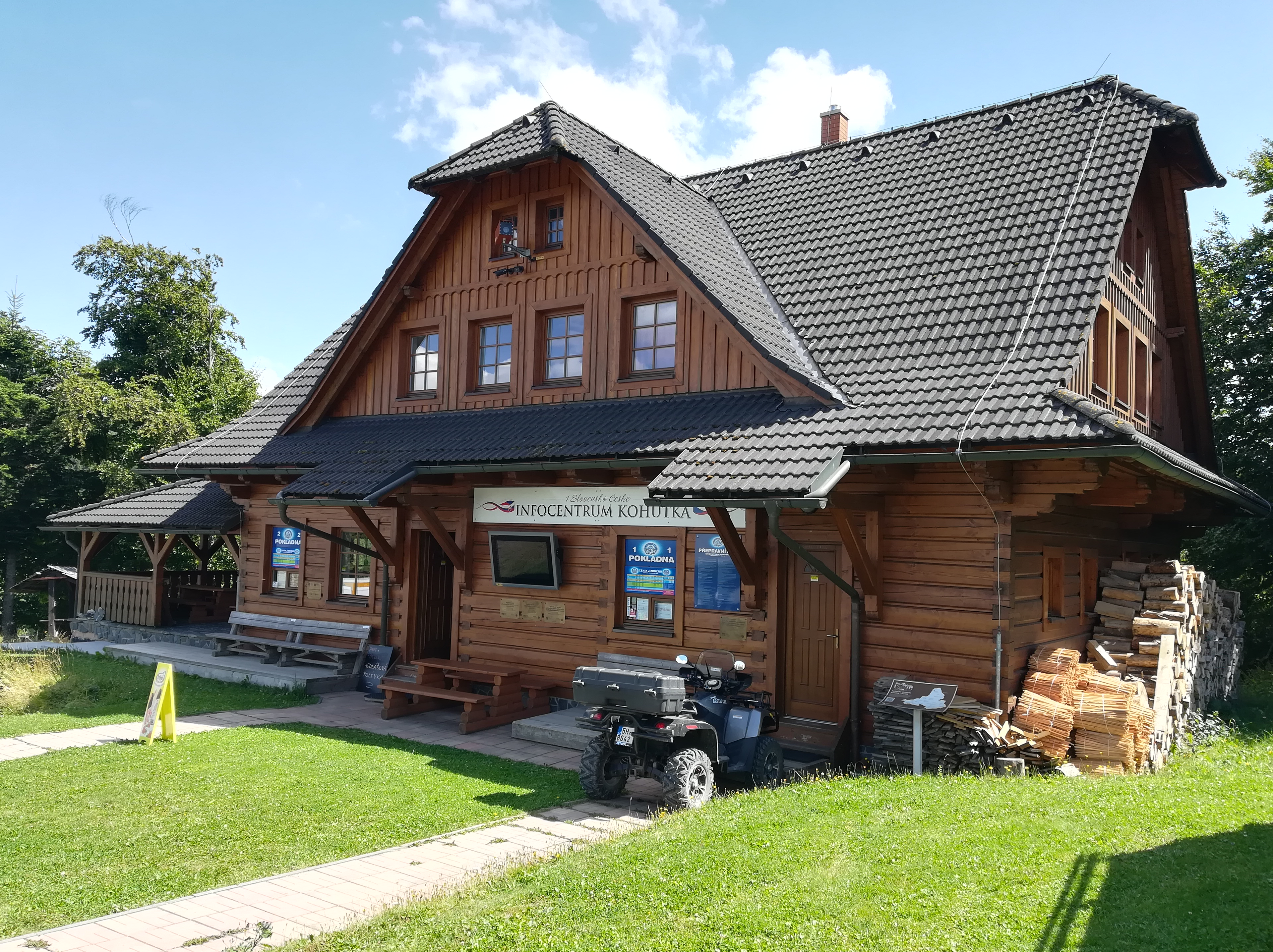
Slovensko-České infocentrum
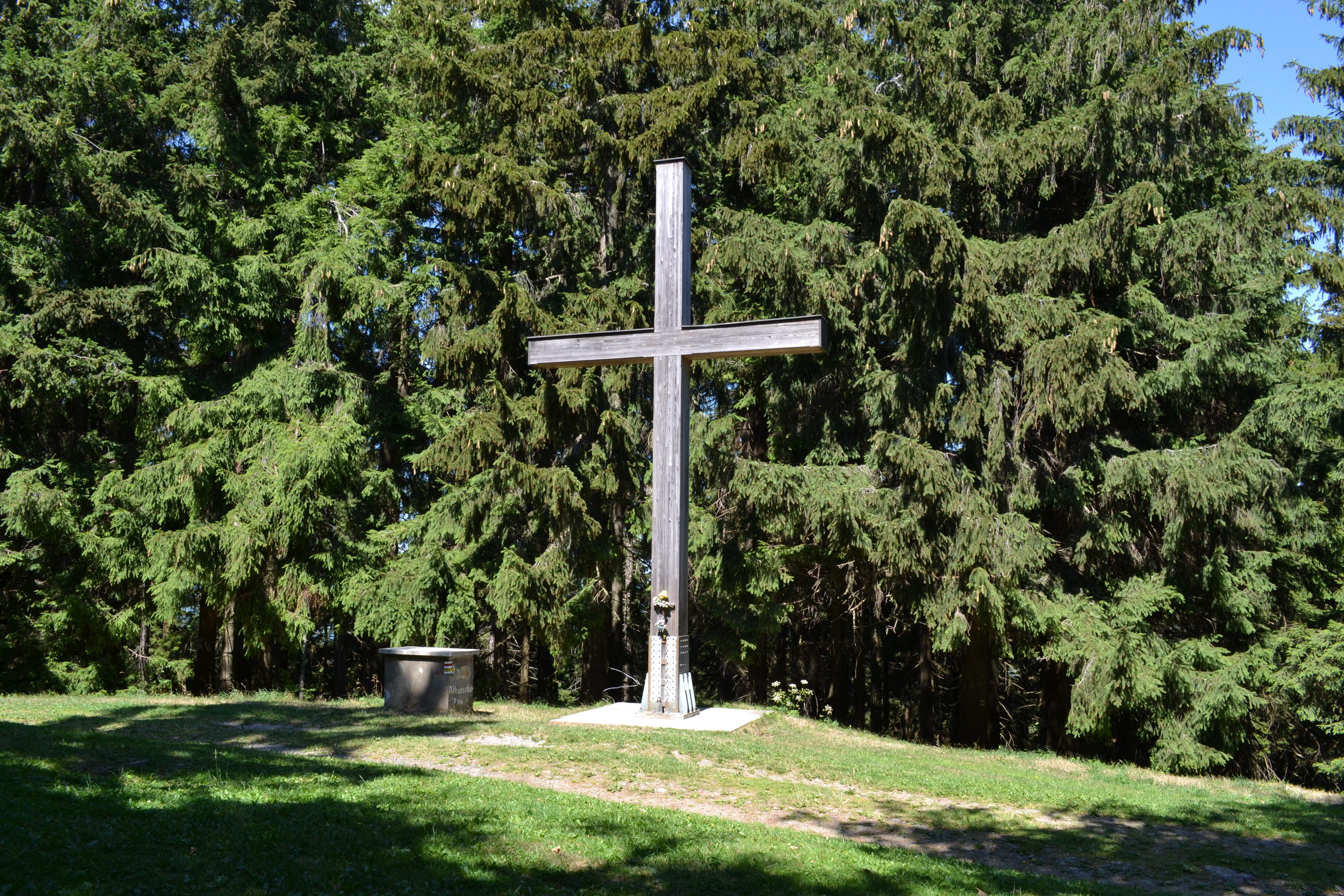
kříž u rozcestníku Kohútka